# Walnut Grove (Tennessee)
Walnut Grove é uma cidade  localizada no estado norte-americano de Tennessee, no Condado de Sumner.

## Demografia
Segundo o censo norte-americano de 2000, a sua população era de 677 habitantes.

## Geografia
Segundo o United States Census Bureau tem uma área de
8,7 km², dos quais 8,7 km² cobertos por terra e 0,0 km² cobertos por água.

## Localidades na vizinhança
O diagrama seguinte representa as localidades num raio de 16 km ao redor de Walnut Grove.